# Comuna Bobicești, Olt
Bobicești este o comună în județul Olt, Oltenia, România, formată din satele Bechet, Belgun, Bobicești (reședința), Chintești, Comănești, Govora, Leotești și Mirila.

## Stemă
DESCRIEREA STEMEI

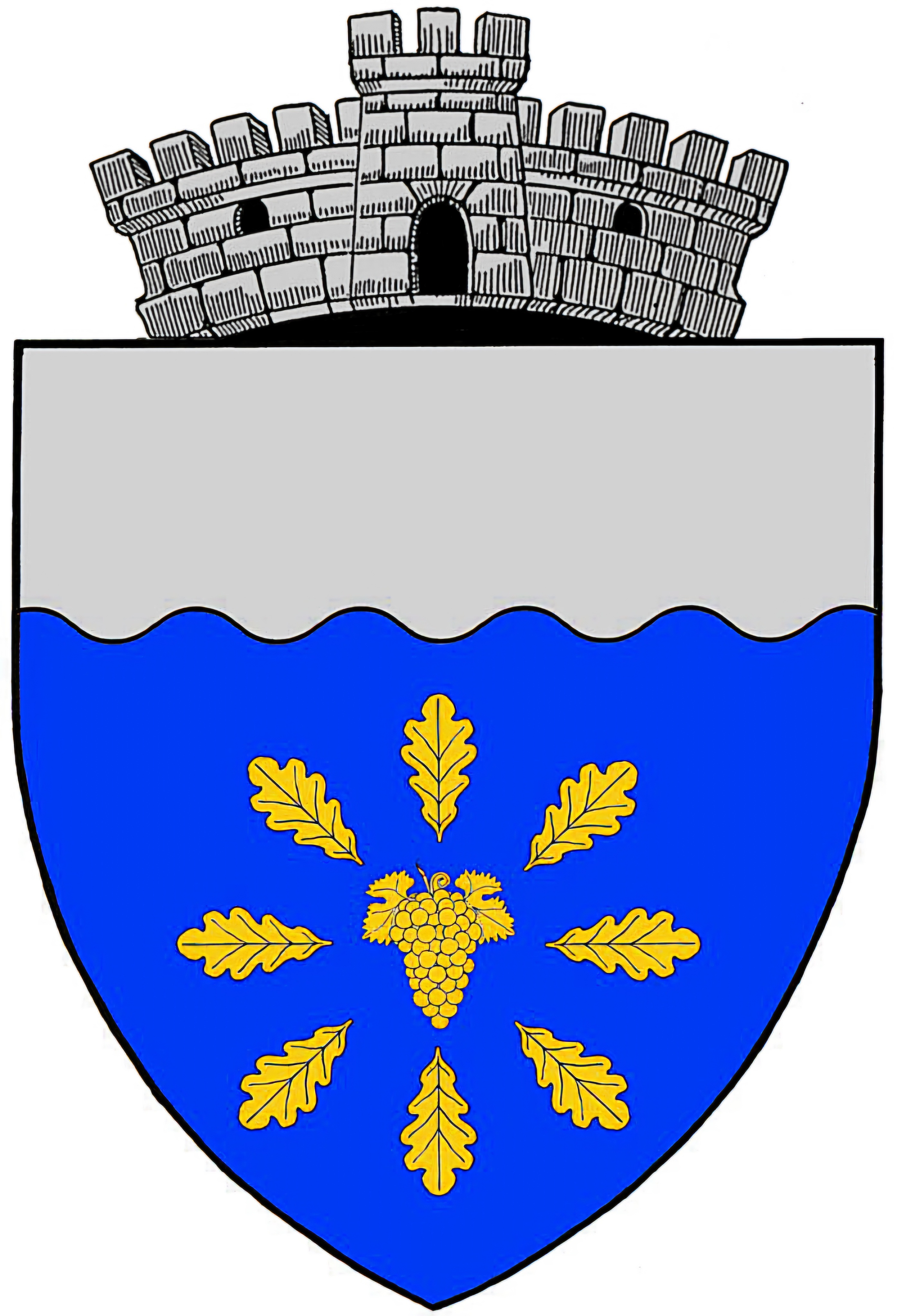
Stema Comunei Bobicești

Stema comunei Bobicești se compune dintr-un scut triunghiular cu marginile rotunjite. În câmpul albastru, un ciorchine de strugure de aur, înconjurat de opt frunze de stejar de același metal, plasate în giron; cu șeful de argint, ondulat. Scutul este timbrat de o coroană murală de argint cu un turn crenelat.
SEMNIFICAȚIA ELEMENTELOR ÎNSUMATE
Ciorchinele de strugure face referire la viile din localitate, precum și la ocupația multor locuitori din zonă, viticultura. Frunzele de stejar amintesc de fondul forestier predominant și de numărul satelor ce intră în alcătuirea comunei. Șeful ondulat simbolizează râul Olteț. Coroana murală cu un turn crenelat semnifică faptul că localitatea are rangul de comună.

## Lista primarilor
| Nume         | De la         | Până la       | Partid | Note |
| ------------ | ------------- | ------------- | ------ | ---- |
| Ilie Chitez  | 20 iunie 2004 | prezent       | PNL    |      |
| Dumitru Vlad | 6 iunie 2000  | 20 iunie 2004 | PSD    |      |

## Demografie
Componența etnică a comunei Bobicești
     Români (94,65%)
     Alte etnii (5,35%)
Componența confesională a comunei Bobicești
     Ortodocși (94,42%)
     Alte religii (0,49%)
     Necunoscută (5,09%)
Conform recensământului efectuat în 2021, populația comunei Bobicești se ridică la 3.063 de locuitori, în scădere față de recensământul anterior din 2011, când fuseseră înregistrați 3.314 locuitori. Majoritatea locuitorilor sunt români (94,65%). Din punct de vedere confesional, majoritatea locuitorilor sunt ortodocși (94,42%), iar pentru 5,09% nu se cunoaște apartenența confesională.

## Politică și administrație
Comuna Bobicești este administrată de un primar și un consiliu local compus din 11 consilieri. Primarul, Ilie Chitez[*], de la Partidul Social Democrat, este în funcție din 2004. Începând cu alegerile locale din 2024, consiliul local are următoarea componență pe partide politice:
|  | Partid                          | Consilieri | Componența Consiliului | Componența Consiliului | Componența Consiliului | Componența Consiliului | Componența Consiliului | Componența Consiliului | Componența Consiliului | Componența Consiliului |
|  | ------------------------------- | ---------- | ---------------------- | ---------------------- | ---------------------- | ---------------------- | ---------------------- | ---------------------- | ---------------------- | ---------------------- |
|  | Partidul Social Democrat        | 8          |                        |                        |                        |                        |                        |                        |                        |                        |
|  | Alianța pentru Unirea Românilor | 2          |                        |                        |                        |                        |                        |                        |                        |                        |
|  | Partidul Național Liberal       | 1          |                        |                        |                        |                        |                        |                        |                        |                        |